# Lexington Men O’War
Die Lexington Men O’War waren ein US-amerikanisches Eishockeyfranchise aus Lexington, Kentucky, das von 2002 bis 2003 in der East Coast Hockey League spielte. Ihre Heimspiele trugen die Men O’War in der Rupp Arena aus.

## Geschichte
Das Franchise wurde im Jahr 2002 als Nachfolgeteam der nach Lexington umgezogenen Macon Whoopee gegründet und nahm seinen Spielbetrieb in der East Coast Hockey League auf. Cheftrainer wurde Jim Wiley, der zuvor das National-Hockey-League-Team San Jose Sharks als Cheftrainer geführt hatte. In ihrer einzigen Saison qualifizierte sich die Mannschaft für die Play-offs. In der ersten Runde unterlag die Mannschaft in drei Spielen gegen die Toledo Storm und schied aus dem Wettbewerb aus. Kurz darauf wurde das Franchise aufgelöst. Als Nachfolgeteam entstanden im Jahr 2005 die Utah Grizzlies.

## Team-Rekorde

### Karriererekorde
Spiele: 71  Van Burgess
Tore: 22  Mark Smith
Assists: 42  Joe Vandermeer
Punkte: 55  Van Burgess
Strafminuten: 191  Jay Banach

## Ehemalige Spieler
- Van Burgess
- Fraser Clair
- Mike Smith
- Marc-André Thinel